# Франц Перко
Франц Перко (Крка, 1929 – Љубљана, 29. фебруара 2008), био је надбискуп и митрополит београдски .

## Биографија
Франц Перко је рођен 1929. године у Крки, Словенија. Студије католичке теологије завршио је у Љубљани, где је и рукоположен за свештеника 29. јуна 1953. године. Докторирао је 1963. године на Католичком богословском факултету у Љубљани са тезом Филозофија и теологија св. Ћирила и Методија . Између 1965. и 1968. похађао је магистарске студије на Источном институту у Риму, где је магистрирао историју и теологију источних цркава. Од 1976. до 1981. био је декан Теолошког факултета у Љубљани, а од 1985. до 1990. члан Међународне теолошке комисије у Риму.
За првог метрополиту београдског постављен је 16. децембра 1986. године. Посветио га је папа Јован Павле II 6. јануара 1987. године у Риму. Београдску надбискупију преузео је 15. фебруара 1987. године. Од 1991. године је члан Међународне католичко-православне теолошке комисије. Након оснивања Бискупске конференције СР Југославије 1997. године, изабран је за њеног првог председника.
Надбискупска служба у доба деведесетих година ХХ века и распада СФР Југославије била је изузетно деликатна. Упркос тешкоћама са којима је био суочен, остао је спреман на дијалог са неистомишљеницима.
Пензионисан је због лошег здравља. Након пензионисања живео је у Словенији до смрти 20. фебруара 2008. године.